# Le Renard ayant la queue coupée
Le Renard ayant la queue coupée est la huitième fable du livre V de Jean de La Fontaine situé dans le premier recueil des Fables de La Fontaine, édité pour la première fois en 1668.
Un vieux Renard, mais des plus fins,

Grand croqueur de Poulets, grand preneur de Lapins,

            Sentant son Renard d'une lieue,

            Fut enfin au piège attrapé.

        Par grand hasard en étant échappé,

Non pas franc , car pour gage il y laissa sa queue;

S'étant, dis-je, sauvé sans queue, et tout honteux,

Pour avoir des pareils (comme il était habile) ,

Un jour que les Renards tenaient conseil entre eux :

Que faisons-nous, dit-il, de ce poids inutile,

Et qui va balayant tous les sentiers fangeux ?

Que nous sert cette queue ? Il faut qu'on se la coupe :

        Si l'on me croit, chacun s'y résoudra.

Votre avis est fort bon, dit quelqu'un de la troupe;

Mais tournez-vous, de grâce, et l'on vous répondra.

A ces mots il se fit une telle huée,

Que le pauvre Ecourté  ne put être entendu.

Prétendre ôter la queue eût été temps perdu;

            La mode en fut continuée.
— Jean de La Fontaine, Fables de La Fontaine, Le Renard ayant la queue coupée